# Oggetti non stellari nella costellazione dell'Aquario
Principali oggetti non stellari nella costellazione dell'Aquario.

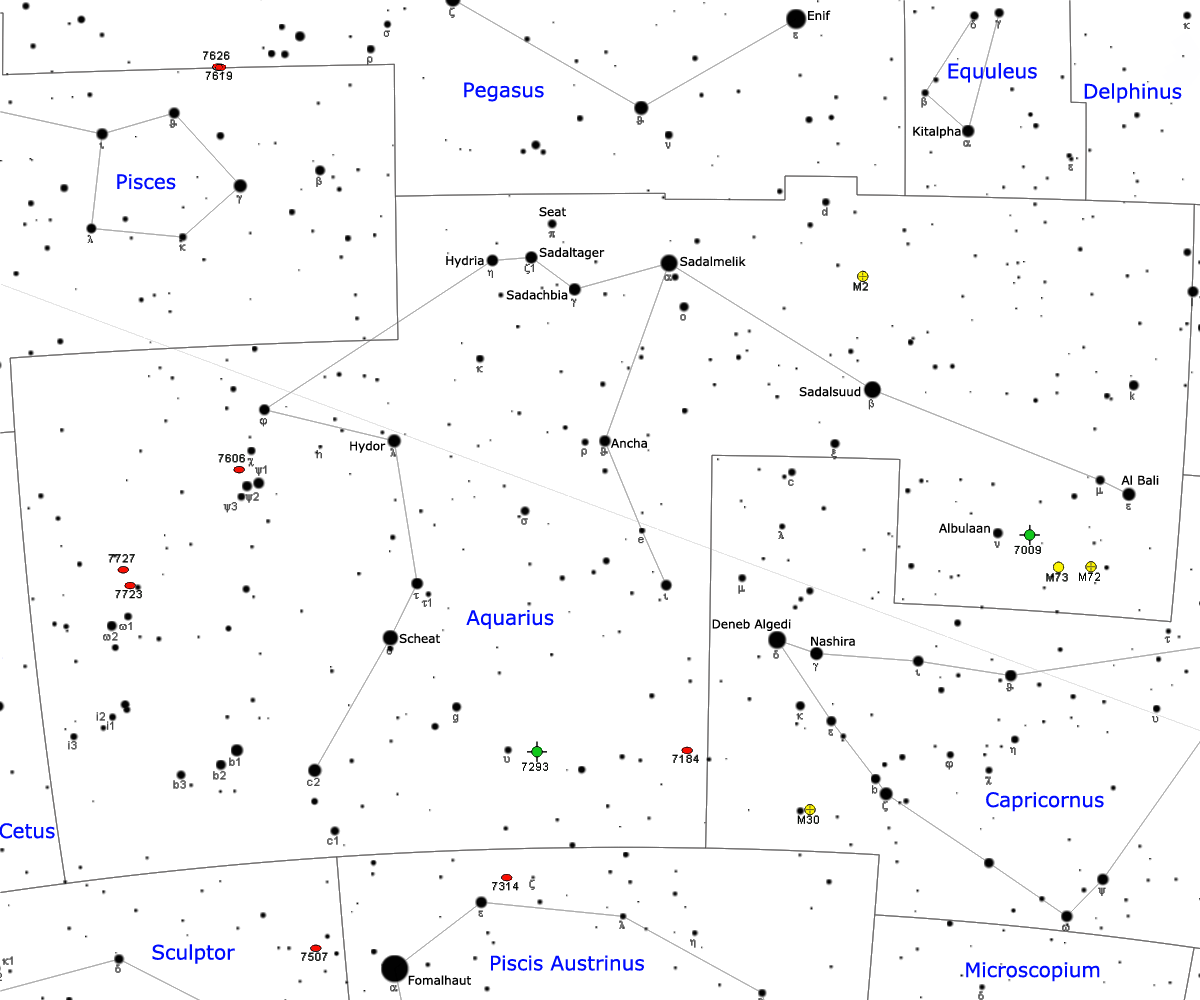
Mappa della costellazione dell'Aquario.

## Ammassi aperti
- M73

## Ammassi globulari
- M2
- M72

## Nebulose planetarie
- Nebulosa Elica
- Nebulosa Saturno

## Galassie
- Galassia Nana dell'Aquario
- NGC 7184
- NGC 7252
- NGC 7606
- NGC 7723
- NGC 7727
- NGC 7759
- NGC 7759A
- SMM J2135-0102
- SSA22-HCM1
- WISE J224607.57-052635.0

## Ammassi di galassie
- Abell 13
- Abell 2597
- EQ J221734.0+001701 (protoammasso)
- MACS J2129.4-0741
- RX J2129.7+0005
- RXC J2211.7-0350
- SCL 2243-0935 (superammasso)
- Superammasso dell'Aquario A
- Superammasso dell'Aquario B
- Superammasso dell'Aquario (SCl 205)
- Superammasso dell'Aquario-Balena
- Superammasso dell'Aquario-Capricorno
- Superammasso Pavo-Indo
- XMMXCS 2215-1738